# Myles Burnyeat
Myles Fredric Burnyeat, né le 1er janvier 1939 et mort le 20 septembre 2019, est un philosophe universitaire britannique spécialiste de la philosophie antique.

## Biographie
Myles Fredric Burnyeat naît le 1er janvier 1939.

## Distinctions
- Commandeur de l'ordre de l'Empire britannique
- Membre de la British Academy
- Membre de l'Académie américaine des arts et des sciences

## Publications
En anglais :
- Philosophy As It Is (co-éd.) 1979,  (ISBN 0-14-022136-0)
- Notes on Book Zeta of Aristotle's Metaphysics, enregistrement par Myles Burnyeat et d'autres d'un séminaire tenu à Londres, 1975-1979, Oxford : Sub-faculty of Philosophy, 1979,
- Doubt and Dogmatism (co-éd.) Clarendon Press 1980,  (ISBN 0-19-824872-5)
- Science and Speculation: Studies in Hellenistic Theory and Practice (co-ed.) Cambridge University Press 1982,  (ISBN 0-521-02218-5)
- The Sceptical Tradition (éd.) University of California Press 1983,  (ISBN 0-520-04795-8)
- Notes on Books Eta and Theta of Aristotle's Metaphysics, enregistrement par Myles Burnyeat et d'autres d'un séminaire tenu à Londres, 1979-1982, Oxford : Sub-faculty of Philosophy, 1984,  (ISBN 0-905740-27-0)
- The Theaetetus of Plato Hackett 1990,  (ISBN 0-87220-159-7)
- The Original Sceptics (avec Michael Frede) 1997,  (ISBN 0-87220-347-6)
- A Map of Metaphysics Zeta Mathesis Publications, 2001,  (ISBN 0-935225-03-X)
- Heda Segvic, From Protagoras to Aristotle: Essays in Ancient Moral Philosophy (éd.), Princeton University Press 2008,  (ISBN 0-691-13123-6)
- Aristotle's Divine Intellect, Marquette University Press 2008,  (ISBN 0-87462-175-5)
- Explorations in Ancient and Modern Philosophy, vol. 1, Cambridge University Press 2012,  (ISBN 0-521-75072-5)
- Explorations in Ancient and Modern Philosophy, vol. 2, Cambridge University Press 2012,  (ISBN 0-521-75073-3)